# تخت‌بال لکه‌دار
تخت‌بال لکه‌دار (نام علمی: Celaenorrhinus leucocera) نام یک گونه از سرده تخت‌بالان است.